# Homonym hemianopsi
Homonym hemianopsi angiver en synsdefekt, som er begrænset til det samme (højre eller venstre) halve synsfelt på begge øjne, i modsætning til en heteronym hemianopsi, hvor modstående halvdele af synsfeltet på begge øjne er inddraget (f.eks. højre halvdel på det ene øje og venstre på det andet).
Hemianopsi opstår bl.a. ved beskadigelse af synsnerven på dens forløb gennem hjernen. Afhængig af skadens placering kan der opstå forskellige anopsier (kognitiv blindhed).
| Sygdom | Spire Denne artikel om sygdom er en spire som bør udbygges. Du er velkommen til at hjælpe Wikipedia ved at udvide den. |